# Elephant 6

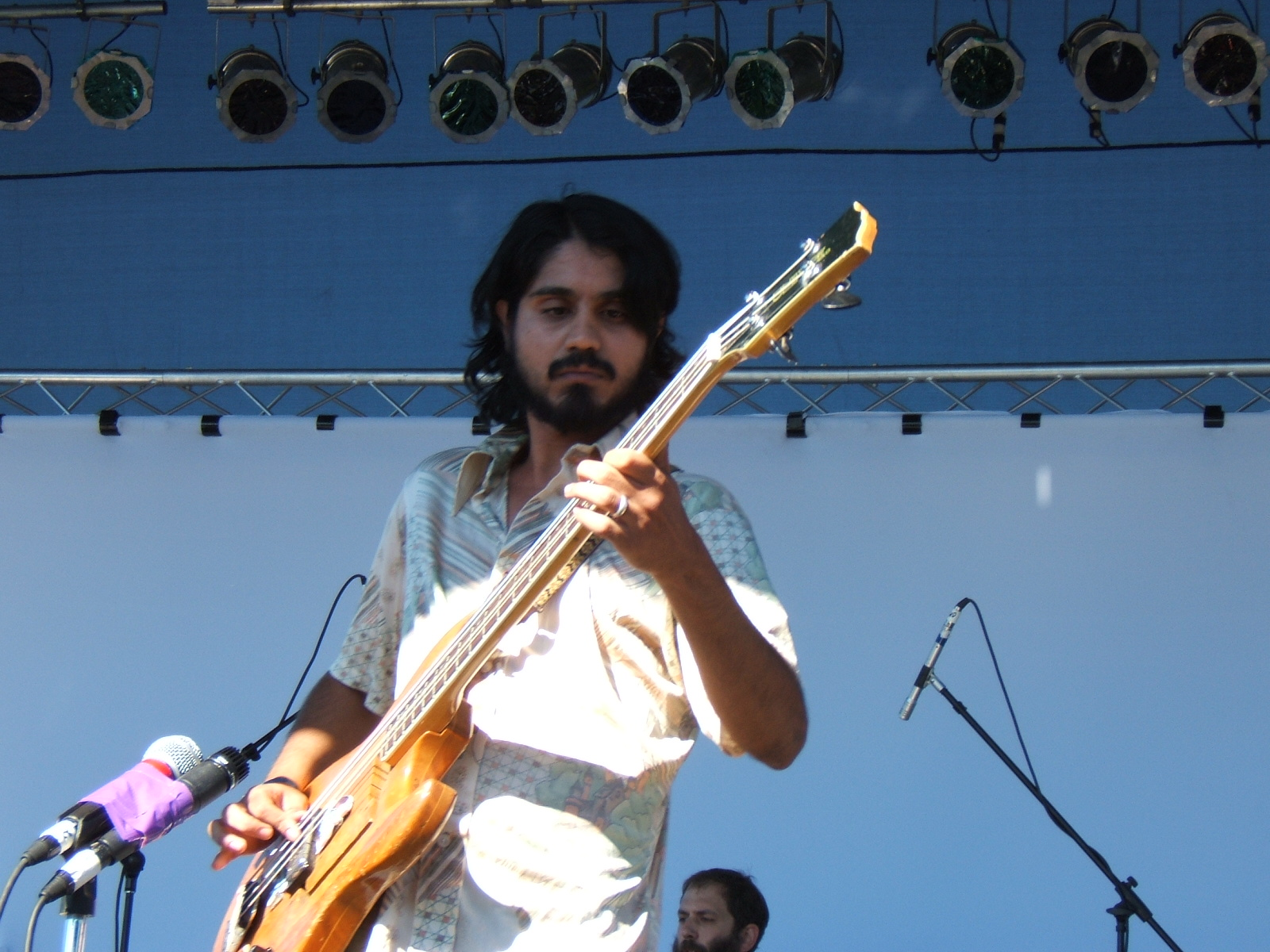
Guitarrista John Fernandes de Elephant Six Recording Company en una de las mejores presentaciones de la banda en Arthurfest 2005.

Elephant Six Recording Company (conocido también por la forma abreviada Elephant Six, o simplemente E6) es un colectivo de músicos estadounidenses que engendró algunas de las más notables bandas de la escena independiente de Estados Unidos en la década de 1990, entre ellas Neutral Milk Hotel, The Apples in Stereo, The Olivia Tremor Control y of Montreal.

## Historia

### Inicios
El colectivo se fundó oficialmente en Denver, Colorado (pero instalado en Athens, Georgia) por un grupo de amigos formado por Robert Schneider, Bill Doss, Will Cullen Hart, y Jeff Mangum. Los cuatro habían crecido y estudiado juntos, y en su tiempo libre tocaban música y vendían las demos de sus grabaciones en Ruston, Luisiana. De ahí surgen varias de las bandas centrales del colectivo: Doss y Hart forman The Olivia Tremor Control (por entonces llamada Synthetic Flying Machine); Mangum, Neutral Milk Hotel, y Schneider, The Apples in Stereo.
Fue Schneider quien inició el colectivo E6 cuando se trasladó a Denver en 1991 para asistir a la universidad. Ahí formó The Apples in Stereo (por aquel entonces se denominaban simplemente The Apples) con los amigos que hizo en la ciudad y en 1993 publicaron el ep Tidal Wave, que se convierte en la primera referencia del sello.
Por su parte, Doss se trasladó a Athens, donde junto a Hart y Mangum formó Synthetic Flying Machine, que al poco pasó a llamarse Olivia Tremor Control. Su ep California Demise fue la segunda referencia editada por E6.

### Éxito, disolución y continuación
A lo largo de los 90 el colectivo se expande, recluta bandas de otros lugares de Estados Unidos y empiezan a llegar los éxitos en la escena independiente. Entre las nuevas bandas se cuentan Beulah, Elf Power y The Music Tapes, entre otras. Debido a ese éxito, muchas de estas bandas firman con majors y el seno de E6 empieza a deteriorarse, debido también a la escasa organización interna. En 2002, todas las bandas del sello se encontraban ya en otras discográficas, quedando el sello inoperativo.
Sin embargo, la mayoría de las bandas siguen en contacto, salen de gira en compañía, comparten miembros e incluso viven juntos en la comuna ecológica de Athens Orange Twin Conservation Community. Desde entonces, Elephant Six es entendido no tanto como un sello sino como un colectivo de músicos (hayan editado en el sello o no, caso de of Montreal) con proyectos e ideas comunes.
En 2007 The Apples in Stereo incluyen el logo de Elephant Six en la etiqueta interior de su álbum New Magnetic Wonder y anuncian que "Elephant 6 reabre sus puertas y ventanas, e invita a todo el mundo: juntaos con vuestros amigos y haced algo especial, significativo, algo que recordar cuando seáis ancianos". Esta reaparición del logo y el concepto de Elephant 6 en el álbum de la banda de Schneider supone la primera aparición de los mismos tras cinco años de abandono.